# Morti nel 2015/Maggio
| Questa pagina contiene informazioni ricavate automaticamente dalle voci biografiche con l'ausilio del template Bio e di un bot. L'aggiornamento è periodico e automatico e ricostruisce completamente la pagina. Se manca una persona in questa lista, sei pregato di non aggiungerla, ma accertati piuttosto che la sua voce biografica contenga il template Bio e che i dati anagrafici siano correttamente compilati. Se il template Bio manca, inseriscilo tu stesso o, in alternativa, metti l'avviso {{tmp\|Bio}} che ne segnala la mancanza. Se i dati riportati sono sbagliati, correggi direttamente la voce biografica; le modifiche saranno visibili in questa lista entro pochi giorni. Per chiarimenti vedi il progetto biografie. La lista contiene solo le 155 persone che sono citate nell'enciclopedia e per le quali è stato implementato correttamente il template Bio. Pagina aggiornata al 26 lug 2025. |

- 1º maggio - Geoff Duke, pilota motociclistico britannico (n. 1923)
- 1º maggio - Yoshimi Inoue, karateka giapponese (n. 1946)
- 1º maggio - Giuseppe Marmiroli, calciatore italiano (n. 1920)
- 1º maggio - Karel Vašák, diplomatico e giurista ceco (n. 1929)
- 1º maggio - Grace Lee Whitney, attrice statunitense (n. 1930)
- 1º maggio - Beth Whittall, nuotatrice canadese (n. 1936)
- 1º maggio - Edward Wright, scrittore e giornalista statunitense (n. 1939)
- 2 maggio - Michael Blake, scrittore, sceneggiatore e regista statunitense (n. 1945)
- 2 maggio - Giancarlo Buzzi, scrittore, traduttore e dirigente d'azienda italiano (n. 1929)
- 2 maggio - Francisco Castro Rodrigues, architetto portoghese (n. 1920)
- 2 maggio - Majja Michajlovna Pliseckaja, ballerina sovietica (n. 1925)
- 2 maggio - Ruth Rendell, scrittrice britannica (n. 1930)
- 3 maggio - Abdul Basit Usman, terrorista e guerrigliero filippino (n. 1974)
- 3 maggio - Caio Mario Garrubba, fotoreporter italiano (n. 1923)
- 3 maggio - Guido Guerrasio, regista, sceneggiatore e montatore italiano (n. 1920)
- 3 maggio - Dobrosav Krstić, calciatore jugoslavo (n. 1934)
- 3 maggio - Per Sundberg, schermidore svedese (n. 1949)
- 4 maggio - Eva Aeppli, pittrice, scultrice e astrologa svizzera (n. 1925)
- 4 maggio - Ellen Albertini Dow, attrice e ballerina statunitense (n. 1913)
- 4 maggio - Živko Gospodinov, calciatore bulgaro (n. 1957)
- 4 maggio - William Wilson, imprenditore statunitense (n. 1921)
- 5 maggio - Phyllis Curtin, soprano e docente statunitense (n. 1921)
- 5 maggio - Craig Gruber, bassista statunitense (n. 1951)
- 5 maggio - Hans Jansen, scrittore e politico olandese (n. 1942)
- 5 maggio - Ottavio Spano, politico italiano (n. 1923)
- 6 maggio - Nicolas Huỳnh Văn Nghi, vescovo cattolico vietnamita (n. 1927)
- 6 maggio - Jim Wright, politico statunitense (n. 1922)
- 7 maggio - Samuel Frederick Edwards, fisico gallese (n. 1928)
- 7 maggio - Euro Giannini, calciatore italiano (n. 1926)
- 7 maggio - Magnus Schädler, slittinista liechtensteinese (n. 1942)
- 8 maggio - Antonio De Gregorio, politico italiano (n. 1938)
- 8 maggio - Eugenio De Zordo, bobbista italiano (n. 1932)
- 8 maggio - Luís Carlos Félix, arbitro di calcio brasiliano (n. 1940)
- 8 maggio - Joseph Mwepu Ilunga, calciatore della Repubblica Democratica del Congo (n. 1949)
- 8 maggio - Antonio Mario Mazzarrino, politico italiano (n. 1925)
- 8 maggio - Keith Miller, cestista e allenatore di pallacanestro australiano (n. 1919)
- 9 maggio - Gunter van den Berg, cestista olandese (n. 1943)
- 9 maggio - Mario Biasci, politico e ingegnere italiano (n. 1938)
- 9 maggio - Vincenzo Cosco, allenatore di calcio e calciatore italiano (n. 1964)
- 9 maggio - Paolo Dell'Oro, fisico e scrittore italiano (n. 1935)
- 9 maggio - Kenan Evren, politico e generale turco (n. 1917)
- 9 maggio - Alexandre Lamfalussy, banchiere e economista belga (n. 1929)
- 9 maggio - Odo Marquard, filosofo tedesco (n. 1928)
- 9 maggio - Đorđe Pavlić, calciatore jugoslavo (n. 1938)
- 9 maggio - Mario Rossetto, militare, manager e scrittore italiano (n. 1915)
- 9 maggio - Elizabeth Wilson, attrice statunitense (n. 1921)
- 9 maggio - Christopher Wood, scrittore e sceneggiatore britannico (n. 1935)
- 10 maggio - Chris Burden, artista statunitense (n. 1946)
- 10 maggio - Fabrizio Casadio, conduttore radiofonico, conduttore televisivo e ingegnere italiano (n. 1935)
- 10 maggio - Marino Collecchia, artista e designer italiano (n. 1933)
- 10 maggio - Mario Da Vinci, cantante e attore italiano (n. 1942)
- 10 maggio - Kim Kyok-sik, generale e politico nordcoreano (n. 1938)
- 10 maggio - Mario Rodríguez, calciatore argentino (n. 1937)
- 10 maggio - Jindřich Roudný, siepista cecoslovacco (n. 1924)
- 10 maggio - Victor Salvi, arpista, liutaio e imprenditore statunitense (n. 1920)
- 11 maggio - John Hewie, calciatore scozzese (n. 1927)
- 11 maggio - Kolouei O'Brien, politico neozelandese (n. 1939)
- 12 maggio - Cecil Jones Attuquayefio, allenatore di calcio e calciatore ghanese (n. 1944)
- 12 maggio - Enrique Cojuangco, politico e imprenditore filippino (n. 1941)
- 12 maggio - John Compton, attore statunitense (n. 1923)
- 12 maggio - Bill Guthridge, allenatore di pallacanestro statunitense (n. 1937)
- 12 maggio - Walter Marchetti, compositore italiano (n. 1931)
- 12 maggio - Errico Ortese, politico italiano (n. 1929)
- 13 maggio - Robert Drasnin, compositore e musicista statunitense (n. 1927)
- 13 maggio - Romolo Ferri, pilota motociclistico italiano (n. 1928)
- 13 maggio - Rasmus Larsen, cestista danese (n. 1994)
- 13 maggio - Carlo Montagna, attore teatrale italiano (n. 1936)
- 13 maggio - Nina Otkalenko, mezzofondista sovietica (n. 1928)
- 13 maggio - Gianni Rescigno, poeta e scrittore italiano (n. 1937)
- 13 maggio - Marisa Volpi, storica dell'arte, critica d'arte e scrittrice italiana (n. 1928)
- 14 maggio - Joseph Agyemang-Gyau, calciatore ghanese (n. 1939)
- 14 maggio - B.B. King, chitarrista, cantante e compositore statunitense (n. 1925)
- 14 maggio - Franz Wright, poeta e traduttore statunitense (n. 1953)
- 15 maggio - Rudol'f Fruntov, regista sovietico (n. 1942)
- 15 maggio - Bob Hopkins, cestista e allenatore di pallacanestro statunitense (n. 1934)
- 15 maggio - John Stephenson, attore e doppiatore statunitense (n. 1923)
- 15 maggio - Donald Wrye, regista, produttore televisivo e sceneggiatore statunitense (n. 1934)
- 15 maggio - Renzo Zorzi, pilota automobilistico italiano (n. 1946)
- 16 maggio - Jackie Basehart, attore statunitense (n. 1951)
- 16 maggio - Dean Potter, alpinista statunitense (n. 1972)
- 16 maggio - John Templeton Jr., medico statunitense (n. 1940)
- 16 maggio - Garo Yepremian, giocatore di football americano statunitense (n. 1944)
- 17 maggio - José Barroca, calciatore portoghese (n. 1937)
- 17 maggio - Chinx, rapper statunitense (n. 1983)
- 17 maggio - Leo Honkala, lottatore finlandese (n. 1933)
- 18 maggio - Raymond Gosling, medico britannico (n. 1926)
- 18 maggio - Halldór Ásgrímsson, politico islandese (n. 1947)
- 19 maggio - Luciano Delfino, calciatore e allenatore di calcio italiano (n. 1932)
- 19 maggio - Gerald Götting, politico tedesco (n. 1923)
- 19 maggio - Renato Spurio, allenatore di calcio e calciatore italiano (n. 1930)
- 19 maggio - Vittorio Zaccaria, filologo e critico letterario italiano (n. 1916)
- 20 maggio - Harald Eriksson, fondista svedese (n. 1921)
- 20 maggio - Manfred Müller, vescovo cattolico tedesco (n. 1926)
- 20 maggio - Mary Ellen Trainor, attrice statunitense (n. 1952)
- 21 maggio - Mostafa Abdollahi, regista teatrale e attore iraniano (n. 1955)
- 21 maggio - César Boutteville, scacchista francese (n. 1917)
- 21 maggio - Joaquim Durão, scacchista e dirigente sportivo portoghese (n. 1930)
- 21 maggio - Ernie Hannigan, calciatore scozzese (n. 1943)
- 21 maggio - Louis Johnson, bassista e produttore discografico statunitense (n. 1955)
- 21 maggio - Sergio Perin, calciatore italiano (n. 1931)
- 21 maggio - Twinkle, cantautrice britannica (n. 1948)
- 21 maggio - Annarita Sidoti, marciatrice italiana (n. 1969)
- 21 maggio - Guido Verucci, storico e scrittore italiano (n. 1929)
- 22 maggio - Renato Corà, politico italiano (n. 1929)
- 22 maggio - Marques Haynes, cestista statunitense (n. 1926)
- 22 maggio - Jean-Luc Sassus, calciatore francese (n. 1962)
- 23 maggio - Alberto Argenton, psicologo, pedagogista e artista italiano (n. 1944)
- 23 maggio - Giorgio Bini, politico italiano (n. 1927)
- 23 maggio - Roberto Calandra, architetto italiano (n. 1915)
- 23 maggio - Boody Gilbertson, cestista statunitense (n. 1922)
- 23 maggio - Jevgēņijs Gorjačilovs, calciatore e giocatore di calcio a 5 lettone (n. 1969)
- 23 maggio - Anne Meara, attrice e comica statunitense (n. 1929)
- 23 maggio - Aleksej Mozgovoj, militare ucraino (n. 1975)
- 23 maggio - Alicia Nash, fisica e informatica statunitense (n. 1933)
- 23 maggio - John Nash, matematico statunitense (n. 1928)
- 23 maggio - Liv Marit Wedvik, cantante norvegese (n. 1970)
- 24 maggio - Vladimír Hagara, calciatore cecoslovacco (n. 1943)
- 24 maggio - Tanith Lee, scrittrice inglese (n. 1947)
- 24 maggio - Samuel Oliva, cestista argentino (n. 1942)
- 25 maggio - Mary Ellen Mark, fotografa statunitense (n. 1940)
- 25 maggio - Žanna Dmitrievna Ërkina, cosmonauta russa (n. 1939)
- 26 maggio - Vicente Aranda, regista e sceneggiatore spagnolo (n. 1926)
- 26 maggio - Claudio Caligari, regista e sceneggiatore italiano (n. 1948)
- 26 maggio - Gianni Capelli, architetto e storico dell'arte italiano (n. 1920)
- 26 maggio - Paula Cooper, criminale statunitense (n. 1969)
- 26 maggio - Gottfried Diener, bobbista svizzero (n. 1926)
- 26 maggio - Robert Kraft, astronomo statunitense (n. 1927)
- 26 maggio - Maurizio Lodi-Fè, produttore cinematografico italiano (n. 1918)
- 26 maggio - João Lucas, calciatore portoghese (n. 1979)
- 27 maggio - Erik Carlsson, pilota automobilistico svedese (n. 1929)
- 27 maggio - Nils Christie, sociologo e criminologo norvegese (n. 1928)
- 27 maggio - Vittorio Paolo Fiorito, arbitro di pallacanestro italiano (n. 1941)
- 27 maggio - Bill Foster, allenatore di pallacanestro statunitense (n. 1936)
- 27 maggio - Hassan Abdullah Hersi al-Turki, terrorista somalo (n. 1944)
- 27 maggio - Andy King, allenatore di calcio e calciatore inglese (n. 1956)
- 27 maggio - Sergio Rossi, politico italiano (n. 1925)
- 27 maggio - Franca Sebastiani, cantante e scrittrice italiana (n. 1949)
- 27 maggio - Elisabeth Wiedemann, attrice tedesca (n. 1926)
- 28 maggio - Hans Bender, scrittore tedesco (n. 1919)
- 28 maggio - Silvia Bonucci, scrittrice e traduttrice italiana (n. 1964)
- 28 maggio - Jonas Čepulis, pugile sovietico (n. 1939)
- 29 maggio - Giovanni Battista Carlassara, politico italiano (n. 1929)
- 29 maggio - Henry Carr, velocista e giocatore di football americano statunitense (n. 1942)
- 29 maggio - Doris Hart, tennista statunitense (n. 1925)
- 29 maggio - Carmen Martínez, cestista spagnola (n. 1960)
- 29 maggio - Betsy Palmer, attrice statunitense (n. 1926)
- 29 maggio - Bruno Pesaola, allenatore di calcio e calciatore argentino (n. 1925)
- 29 maggio - Marco Tamburini, trombettista e compositore italiano (n. 1959)
- 30 maggio - Vladimir Arnautović, cestista e allenatore di pallacanestro serbo (n. 1971)
- 30 maggio - Michel Arpin, sciatore alpino e allenatore di sci alpino francese (n. 1935)
- 30 maggio - Beau Biden, politico, avvocato e militare statunitense (n. 1969)
- 30 maggio - Nicola Leanza, politico italiano (n. 1957)
- 31 maggio - François Mahé, ciclista su strada francese (n. 1930)
- 31 maggio - Wiesław Pawluk, sollevatore polacco (n. 1956)
- 31 maggio - Luigi Zanzi, giurista e storico italiano (n. 1938)